# Mikael Wahlin
Per Mikael Wahlin, född 29 september 1960 i Örebro Olaus Petri församling, är en svensk organist.

## Biografi
Mikael Wahlin föddes 29 september 1960 i Örebro Olaus Petri församling. Han studerade vid Musikhögskolan vid Göteborgs universitet, för bland annat Hans Fagius och Hans-Ola Ericsson. Wahlin studerade senare för David Sanger i London. Han tog 1988 solistdiplom i orgel. Wahlin arbetar som universitetslektor vid Högskolan för scen och musik, Göteborg.
Han är från åtminstone 2019 lektor i solistisk orgel vid Ersta Sköndal Bräcke högskola.

## Utmärkelser
- 1989 – Första pris, St Albans International Organ Festival, England.[3]

## Diskografi
- 1991 – Mikael Wahlin plays late romantic organ music.[6]